# Dryinus surinamensis
Dryinus surinamensis (лат.) — вид ос рода Dryinus из семейства Dryinidae (Dryininae). Центральная и Южная Америка: Боливия, Бразилия, Коста-Рика, Колумбия, Гондурас, Мексика, Панама, Парагвай, Перу, Суринам, Французская Гвиана, Эквадор.

## Описание
Относительно крупные осы-дрииниды, длина тела 6,2—10,1 мм (самки), 3,5—4,2 мм (самец). Это один из крупнейших наряду с Dryinus harpax, Dryinus kimseyae , Dryinus striatus и Dryinus cerdani видов семейства). Голова чёрная, кроме жёлтых мандибул, наличника, затылка и передняя часть лица (больше вдоль орбит); иногда голова полностью красноватая; иногда голова красноватая, за исключением нерегулярных чёрных пятен на темени; антенны бурые, иногда с 3 сегментом коричневым. Голова блестящая или тусклая, гранулированная и скульптурированная многочисленными продольными килями; темя плоское, за исключением глазничной области, вздутой; лобная линия полная; затылочный киль неполный, присутствует только позади и по бокам глазничного треугольника.
Грудь: мезосома чёрная, кроме бурой дорсальной поверхности проплеврона и буровато-жёлтых заднего воротничка и боковых краёв переднеспинки; иногда переднеспинка полностью чёрная; иногда проторакс полностью бурый; метасома чёрная; ноги коричневые. Усиковые сегменты в следующих пропорциях: 13:7:57:21:20:17:13:10:8:12. Пронотум блестящий, с многочисленными полосами вокруг диска, пересечён двумя поперечными вдавлениями, переднее слабое, заднее сильное; задний воротничок короткий; пронотальный бугорок не достигает тегулы. Скутум блестящая, скульптурирована множеством продольных килей; изредка передняя поверхность около воротничка переднеспинки сетчато-шершавая. Нотаули полные, но едва различимы среди продольных килей. Щитик и метанотум пунктированные, нескульпированные среди пунктиров; изредка щитик и метанотум сетчато-шершавые; изредка щитик скульптурирован многими продольными килями. Метаплевры блестящие, гладкие, нескульптурированные. Проподеум сетчато-шершавый; задняя поверхность с двумя короткими продольными килями.
Переднее крыло с двумя тёмными поперечными полосами; дистальная часть стигмальной жилки много длиннее проксимальной части (25:18). Сегмент 5 протарсуса с двумя рядами из 35—39 ламелл; дистальная вершина содержит примерно 20—36 ламелл. Средние ноги с одной шпорой (формула шпор: 1/1/2). Крылья в своём основании имеют 3 замкнутые ячейки (C, R, 1Cu). Нижнечелюстные щупики состоят из 6, а нижнегубные — из 3 члеников (формула щупиков: 6,3). Предположительно, как и другие виды своего рода эктопаразитотиды и хищники цикадок. У самок на передних лапках есть клешня для удерживания цикадок, в тот момент, когда они их временно парализуют и откладывают свои яйца. На коготке клешни имеется одна длинная щетинка. Вид был впервые описан в 1984 году. Включён в 1-ю видовую группу Dryinus. Валидный статус был подтверждён в 2014 году в ходе обзора фауны Неотропики итальянским гименоптерологом Массимо Ольми (Massimo Olmi; Tropical Entomology Research Center, Витербо, Италия) и аргентинским энтомологом Эдуардо Вирла (Eduardo Virla; CONICET, Inst. of Entomology, Fund. M. Lillo, Сан-Мигель-де-Тукуман, Тукуман, Аргентина).